# Radda
Radha Cuadrado (nacida el 13 de diciembre de 1976, Manila), popularmente conocida como Radha Tinsay o simplemente como Radda, es una actriz, cantante y compositora filipina, formó parte de un grupo musical reconocido a nivel internacional del género hip-hop llamado Kulay (anteriormente conocido como "Boom") y fue también parte integrante del grupo "14-K". Después de separarse de Kulay, ella continuo con su carrera musical en solitario y actuó en varias obras de teatro.  Más adelante fue protagonista de una serie de televisión titulada  "Diva", difundida por la red GMA 7. Recientemente, participó en la primera temporada de "La Voz de Filipinas".

## Influencia
Ella ha recibido influencias musicales de otras famosas cantantes reconocidas como Aretha Franklin, Mary J. Blige, Stevie Wonder, Billie Holiday, Mariah Carey, Whitney Houston, Chaka Khan, Prince y Al Green. Su carrera musical empezó a la edad de 5 años.

## Carrera
Ella tuvo varias temporadas para trabajar en la televisión y en los escenarios, pero su gran oportunidad llegó a la edad de quince años cuando se unió como vocalista principal, de un grupo musical reconocido a nivel internacional llamado Kulay, en la que dicha agrupación ganó innumerables premios dentro y fuera de Filipinas, que les permitió realizar una gira internacional por el Reino Unido, Alemania , Italia y Dinamarca, además la banda se posesionó en las listas de las radios locales del Reino Unido y en el Billboard. En 1999 para la marca Pepsi, Radda junto con Kulay lanzó su campaña publicitaria llamada "Pedir más".
Ella también formó parte de otro grupo musical llamado 14-K con Jeffrey Hidalgo, de Tony Lambino y el fallecido Tenten Muñoz.
En el 2001, Radda inició su carrera en solitario para continuar a su propio estilo. Desde entonces, ha escrito y compuesto temas musicales para otros artistas de su país, así como para su propio álbum en solitario. Ella también participó en un evento musical llamado "JAM", que era concurso de canto organizado por "Himig Handog".
En el 2013, Radda audicionó con éxito para la primera serie de La Voz de las Filipinas, además dos entrenadores le ofrecieron para trabajar con ella. Con el tiempo fue elegida para formar parte del equipo de Lea Salonga. Más adelante avanzó en la competencia y logró llegar a las semifinales.

## Filmografía
| Año  | Película           | Personaje                                                                                         |
| ---- | ------------------ | ------------------------------------------------------------------------------------------------- |
| 1999 | Virtual Sexuality  | (performer: "Delicious") (as Kulay Band).... Band at Bar                                          |
| 1999 | Gimik: The Reunion | (performer: "Burn", "Delicious", "Da Weekend") (as Kulay Band) .... Band at Bar Anniversary Party |

## Apariciones en TV
- Diva (2010) as Sister Maria
- The Voice of the Philippines (2013) as contestant on Team Lea Salonga

## Discografía

### Álbumes de estudio
For Kulay
| Álbum                        | Año  |
| ---------------------------- | ---- |
| 100,000 Pesos Worth of Karma | 1995 |
| Flavour of the Moment        | 1996 |
| Vibestation                  | 1997 |
| Chapter What?                | 1999 |

### Compilaciones
| Álbum                                        | Año  |
| -------------------------------------------- | ---- |
| Kulay: OPM Timeless Collection Gold Series 4 | 2000 |
| Acoustica                                    | 2000 |
| The Better Than Life Project                 | 2007 |

### Álbum remix
| Álbum         | Año  |
| ------------- | ---- |
| Kulay Remixes | 1999 |